# محمد حافظ دياب
محمد حافط دياب، (3 يناير 1938 - 28 ديسمبر 2015)، كان أستاذاً الأنثروبولوجيا غير المتفرغ بكلية الآداب جامعة بنها.
ولد في 3 يناير عام 1938 بقرية منية سمنود مركز أجا محافظة الدقهلية. حصل علي درجة الدكتوراه في الاجتماع جامعة القاهرة عام 1980 عن حياة المهاجرين الجزائريين في مدينة مرسيليا الفرنسية. عمل بجامعة عنابة (الجزائر) وجامعة الرياض (السعودية) وجامعة ناصر (ليبيا). أشرف علي العديد من رسائل الماجيستير والدكتوراة في الأنثروبولوجيا والفولكلور وعلم اجتماع الأدب.

## مناصب
- عضو الجمعية الدولية لعلم الاجتماع .
- عضو مؤسس للجمعية العربية لعلم الاجتماع
- عضو لجنة الدراسات الاجتماعية بالمجلس الأعلي للثقافة
- عضو مجلس بحوث العلوم الاجتماعية والسكان بأكاديمية البحث العلمي والتكنولوجيا 2001-2003
- عضو اللجنة العلمية الدائمة للترقية بأكاديمية الفنون.

## مؤلفاته
- مقدمة في علم اجتماع اللغة، 1980
- سيد قطب: الخطاب والأيديولوجيا، 1986، 1987، 1992، 1997، 2010
- إبداعية الأداء في السيرة الشعبية، 1996
- الإسلاميون المستقلون: الهوية والسؤال، 2001، 2006، 2010
- الفقافة: مقاربة مفاهيمية، 2003
- الخطاب الأهلي: مساءلة نقدية، 2006
- سبي الرافدين، 2007
- الخلدونية والتلقي، 2009
- تعريب العولمة، 2009، 2010
- انتفاضات أم ثورات في تاريخ مصر الحديث، 2011
- ذاكرة الإسلام والغرب، 2012
- السلفيون والسياسة، 2014

## جوائز
- جائزة الدولة التقديرية في العلوم الاجتماعية عام 2013م
- وسام الفنون والآداب من الطبقة الأولى عام 2013م

تدرس بعض أعمالة في جامعات تونس والجزائر والمغرب وبنسلفانيا كمادة دراسية في علم اجتماع المعرفة والدين والثقافة.